# Charles Babbage
Charles Babbage fue un matemático y científico británico. Diseñó y desarrolló una calculadora mecánica capaz de calcular tablas de funciones numéricas por el método de diferencias. También diseñó, pero nunca construyó, la analítica para ejecutar programas de tabulación o computación; por estos inventos se le considera como una de las primeras personas en concebir la idea de lo que hoy llamaríamos una computadora, por lo que se le considera como "El padre de los ordenadores".  En el Museo de Ciencias de Londres se exhiben partes de sus mecanismos inconclusos. Parte de su cerebro conservado en formol se exhibe en el Royal College of Surgeons of England. Sito en Londres.

## Biografía

### Primeros años
Hay un debate sobre la fecha y lugar de nacimiento de Babbage. En primer lugar, según Dictionary of National Biography seguramente nació en el número 48 de Crosby Row, Walworth en Londres, Inglaterra. En relación con su fecha de nacimiento, The Times publicó que Babbage nació el 26 de diciembre de 1792 pero un sobrino suyo afirmó que fue un año antes, 1791. El registro de la parroquia St. Mary's en Newington establece que Babbage fue bautizado el 6 de enero de 1792, lo cual puede confirmar que hubiese nacido un año antes.
Babbage fue el cuarto hijo de Betsy Plumleigh Teape y Benjamin Babbage (Socio banquero del empresario William Praed en fundar Praed9s & Co.)
Cuando Babbage tenía 8 años fue enviado a una escuela de día en Alpington para recuperarse de una  peligrosa fiebre. Durante un tiempo pudo atender a la escuela de Enrique VI en Totnes, pero su salud le obligó a seguir recibiendo clase de los tutores privados durante un tiempo.
Fue después de esto cuando Babbage comenzó a acudir a una Academia en Enfield (Londres), donde las clases se impartían por el reverendo Stephen Freeman. La biblioteca de esta academia incentivó la pasión de Babbage por las matemáticas. Antes de dejar esta academia estudió en dos escuelas privadas, la primera se impartía por un clérigo cerca de Cambridge, a través de la cual conoció al evangélico inglés Charles Simeon, pero no eran tutorías lo que Charles necesitaba. La segunda escuela era un tutor de Oxford, gracias al cual Babbage adquirió el nivel suficiente para ser admitido en Cambridge. Fue entonces cuando le trajeron de vuelta a casa para estudiar en una escuela a la edad de 16 o 17.

### En la universidad de Cambridge
En octubre de 1810 Babbage llegó a Trinity College (Cambridge), habiéndose formado de forma autodidacta en matemáticas contemporáneas (A partir de las lecturas de Robert Woodhouse, Joseph-Louis Lagrange y Maria Gaetana Agnesi). Consecuentemente se llevó una gran decepción con la forma de impartir las matemáticas de la universidad. 
En 1812, junto con John Herschel, George Peacock y otros amigos, formaron la Analytical Society  Paralelamente Babbage fue miembro de otras asociaciones como The Ghost Club, asociación de investigación de fenómenos paranormales y The Extractors Club , centrado en la liberación de los miembros del manicomio, en caso de que alguna vez sucediese.
En ese mismo año Babbage fue enviado a Peterhouse, Cambridge, donde se encontraba en la élite de las matemáticas pero no se graduó con notas elevadas sino que recibió en cambio el título sin tener que examinarse en 1814. Defendió una tesis que se consideró "blasfemia" en la disputa pública, no obstante no se sabe si esto estuvo relacionado con el hecho de no llevar a cabo un examen.

### Después de Cambridge
Dada su reputación, Babbage consiguió progresar rápidamente. Impartió clases de astronomía en el Royal Institution en 1815 y fue elegido Miembro de la Royal Society en 1816. Sin embargo, al presentarse a las oposiciones tras su graduación no fue aceptado. En 1816 fue candidato para ser profesor en Haileybury College, con cartas de recomendación de James Ivory y John Playfair, pero fue  Henry Walter Bates el que se llevó el puesto. Junto con Herschel visitaron París y la Sociedad de Arcueil en 1819, conociendo en este viaje a los principales matemáticos y físicos franceses. Ese mismo año aplicó a la Universidad de Edimburgo recomendado por Pierre-Simon Laplace, perdiendo de nuevo el puesto por William Wallace, matemático y astrónomo escocés.
Babbage compró las tablas actuariales de George Barrett, actuario británico, el cual murió en 1821 dejando trabajos sin publicar y estudió el campo en 1836 en "La Visión Comparativa de varias instituciones de seguros de vida" (Comparative View of the Various Institutions for the Assurance of Lives). El interés por este proyecto fue continuado por la idea de crear una compañía de seguros, promovida por Francis Baily debatida en 1824 pero nunca llevada a cabo. No obstante, Babbage sí llegó a calcular las tablas actuariales para esa idea utilizando la mortalidad de la sociedad a partir del año 1792.
Él y Edward Ryan se casaron con las hermanas Whitmore, Babbage en el año 1814. Se construyó una casa en Marylebone, Londres y formó una gran familia. Durante todos estos años fue su padre quien mantenía sus proyectos siempre con cierta reticencia dada su precocidad a la hora de contraer matrimonio.
En 1827 su padre murió, lo cual le permitió heredar alrededor de £100.000 de aquel entonces, convirtiéndole en una persona independiente y rica. Ese mismo año su mujer falleció y Babbage decidió emprender un viaje de un año de duración. En ese viaje conoció a Leopoldo II de Toscana en Italia, programando un futuro encuentro en Piedmont. En ese viaje recibió la noticia de que había sido aceptado para la vacante de profesor en Cambridge, puesto que le había sido negado en tres ocasiones distintas.

## Diseño de computadoras
Babbage intentó encontrar un método por el cual se pudieran hacer cálculos automáticamente por una máquina, eliminando errores debidos a la fatiga o  aburrimiento que sufrían las personas encargadas de compilar las tablas matemáticas de la época. Esta idea la tuvo en 1812. Tres factores parecieron haberlo motivado: una aversión al desorden, su conocimiento de tablas logarítmicas, y los trabajos de máquinas calculadoras realizadas por Blaise Pascal y Gottfried Leibniz. En 1822, en una carta dirigida a sir Humphry Davy en la aplicación de maquinaria al cálculo e impresión de tablas matemáticas, discutió los principios de una máquina calculadora. Además diseñó un plano de computadoras.

## Máquina analítica

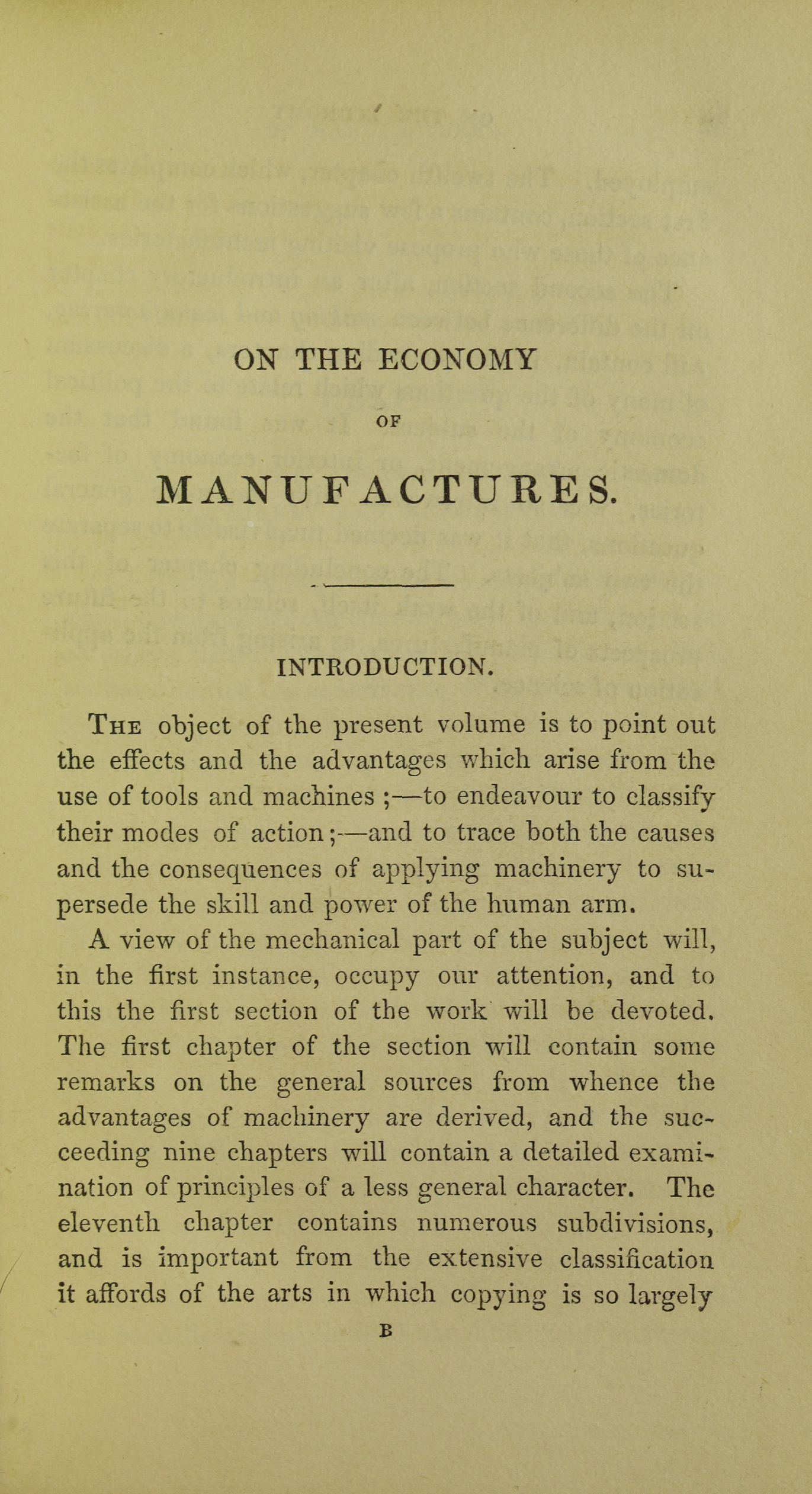
On the economy of machinery and manufactures, 1835

Entre 1833 y 1842 intentó construir una máquina que fuese programable para hacer cualquier tipo de cálculo, no solo los referentes al cálculo de tablas logarítmicas o funciones polinómicas. Esta fue la máquina analítica. El diseño se basaba en el telar de Joseph Marie Jacquard, el cual usaba tarjetas perforadas para realizar diseños en el tejido.
Babbage adaptó su diseño para conseguir calcular funciones analíticas. La máquina analítica tenía dispositivos de entrada basados en las tarjetas perforadas de Jacquard, un procesador aritmético, que calculaba números, una unidad de control que determinaba qué tarea debía ser realizada, un mecanismo de salida y una memoria donde los números podían ser almacenados hasta ser procesados. Se considera que la máquina analítica de Babbage fue la primera computadora de la historia. En 1835 término el diseño inicial completamente funcional. Sin embargo, debido a problemas similares a los de la máquina diferencial, la máquina analítica nunca fue terminada por Charles. En 1842, para obtener la financiación necesaria para realizar su proyecto, Babbage contactó con sir Robert Peel. Peel lo rechazó, y ofreció a Babbage un título de caballero que fue rechazado por Babbage. Lady Ada Lovelace, matemática e hija de Lord Byron, se enteró de los esfuerzos de Babbage y se interesó en su máquina. Promovió activamente la máquina analítica, y escribió varios programas para la máquina analítica. Algunos historiadores afirman que esas instrucciones hacen de Ada Lovelace la primera programadora de computadoras de la historia.

## Planos de la impresora moderna
Charles Babbage ha sido considerado por algunos como el padre de las computadoras modernas, pero sin duda también puede ser considerado el padre de las impresoras modernas. Más de 150 años después de sus planos y un trabajo minucioso del Museo de Ciencias de Londres, dieron como resultado la construcción de la Máquina de Diferencias. Los planos del matemático y científico incluían un componente de impresión, el cual ha sido reconstruido por el Museo y es funcional. Esta impresora consta de 8000 piezas mecánicas y pesa aproximadamente 2,5 toneladas.
Fue tan innovadora para su época y podemos apreciarlo hoy, que es capaz de imprimir automáticamente los resultados de un cálculo y un usuario puede cambiar parámetros como espacio entre líneas, elegir entre dos tipografías, número de columnas y otros. Su sofisticación llega a tal punto que puede generar (fabricar) los moldes de las impresiones que podrían ser usados por las imprentas aún hoy en día. Esta impresora lamentablemente no lleva un nombre ya que Babbage la incluyó en sus planos de la Máquina Analítica, pero basta con aludir a ella como la impresora de Babbage para reconocer en este hombre un visionario.

## Promoción del cálculo
Babbage es recordado también por otros logros. La promoción del cálculo infinitesimal es quizás la primera entre ellas. En 1812, Babbage funda la Sociedad Analítica. La tarea primordial de esta sociedad, conducida por el estudiante Robert Woodhouse, era promover el cálculo leibniziano, o cálculo analítico, sobre el estilo de cálculo newtoniano. El cálculo de Newton era torpe y aproximado, y era usado más por razones políticas que prácticas. La Sociedad Analítica incluía a sir John Herschel y George Peacock entre sus miembros. En los años 1815-1817 contribuyó en el «cálculo de funciones» de las Philosophical Transactions -transacciones filosóficas-, y en 1816 fue hecho miembro de la Royal Academy

## Criptografía
Charles Babbage también logró resultados notables en criptografía. Rompió la cifra auto llave de Vigenère, así como la cifra mucho más débil que se llama cifrado de Vigenère hoy en día. La cifra del auto llave fue llamada «la cifra indescifrable», aunque debido a la confusión popular muchos pensaron que la cifra apolialfabética más débil era indescifrable. El descubrimiento de Babbage fue usado en campañas militares inglesas, y era considerado un secreto militar. Como resultado, el mérito por haber descifrado esta clave le fue otorgado a Friedrich Kasiski, quien descifró también este sistema criptográfico algunos años después.

## Economía, principio de Babbage
Publicó la obra "On the Economy of Machinery and Manufactures" (Sobre la economía de la maquinaria y las manufacturas) (1832), sobre la organización y el diseño racional de la producción industrial. El libro tuvo buenas ventas y tuvo incidencia en la investigación operativa que por entonces era una incipiente disciplina. En ella describió lo que hoy día se conoce como el principio de Babbage, enfocado a lograr ventajas comerciales a partir de una más cuidadosa división del trabajo. En sus propias palabras:

Dividiendo el trabajo total en diferentes procesos, cada uno de los cuales requiere diferentes grados de destreza o de fuerza, el patrón puede comprar exactamente la cantidad precisa de ambas (fuerza y destreza) que es necesaria para cada proceso. Mientras que si todo el trabajo fuera ejecutado por un solo obrero, éste debe poseer la destreza suficiente para realizar la parte más difícil y, a la vez, la fuerza suficiente para ejecutar la parte más laboriosa.

Es decir, advirtió que los trabajadores cualificados suelen pasar parte de su tiempo realizando tareas que están por debajo de sus valiosas competencias específicas. Si estas tareas se dividen eficientemente entre varios trabajadores, los costos de la mano de obra pueden reducirse de forma notable asignando solo tareas de alta cualificación a los trabajadores mejor pagados, y restringiendo otras tareas a los trabajadores con menor remuneración. Esto no mejoraría por sí mismo la productividad de los trabajadores, pero sí su rentabilidad.

## Otros logros
De 1828 a 1839 Babbage fue profesor de matemáticas en Cambridge. Escribió artículos en distintas revistas científicas, y era miembro activo de la Astronomical Society —sociedad astronómica— en 1820 y de la Statistical Society —sociedad estadística— en 1834. Durante los últimos años de su vida residió en Londres, dedicándose a la construcción de máquinas capaces de la ejecución de operaciones aritméticas y cálculos algebraicos.
Propuso el sistema de franqueo postal que utilizamos hoy en día. Hasta entonces el coste de enviar una carta dependía de la distancia que tenía que viajar; Babbage advirtió que el coste del trabajo requerido para calcular el precio de cada carta superaba el coste del franqueo de esta y propuso un único coste para cada carta con independencia del sitio del país al que era enviada.
Fue el primero en señalar que la anchura del anillo de un árbol dependía de la meteorología que había hecho ese año, por lo que sería posible deducir climas pasados estudiando árboles antiguos.
Inventó el apartavacas, un aparato que se sujetaba a la parte delantera de las locomotoras de vapor para que las vacas se apartasen de las vías del ferrocarril.
Se interesó también por temas políticos y sociales e inició una campaña para deshacerse de los organilleros y músicos callejeros de Londres, aunque estos pasaron al contraataque y se organizaron en torno a su casa tocando lo más alto que podían.

## Eponimia
- El cráter lunar Babbage lleva este nombre en su memoria.[24]
- El asteroide (11341) Babbage también conmemora su nombre.[25]